# Les Dix commandements du Hutu
Les Dix commandements du Hutu (aussi appelés « dix commandements hutu » ou « dix commandements du Muhutu » ou « des Bahutu ») est un document publié dans le journal Kangura en décembre 1990. Kangura est un périodique anti-Tutsi et pro-Hutu Power diffusé en kinyarwanda à Kigali, au Rwanda. Ces commandements sont régulièrement cités comme un archétype de la propagande haineuse anti-Tutsi promue par les génocidaires au Rwanda après l'invasion, en 1990, du Front patriotique rwandais et en amont du génocide des Tutsi au Rwanda,,,. Le rédacteur en chef de Kangura, Hassan Ngeze, a été condamné en 2003 pour les crimes contre l'humanité d'incitation au génocide et d'aide et encouragement au génocide.
Les dix commandements hutus « ont été divulgués, distribués en masse, sur des prospectus. Dix commandements de haine et de discrimination: "Est traître tout Hutu qui fait alliance dans ses affaires avec les Tutsis, qui investit son argent ou l'argent de l'Etat dans une entreprise tutsie... Est traître tout Hutu qui épouse une Tutsie, qui fait d'une Tutsie sa concubine, sa secrétaire ou sa protégée..." ».
Ces dix commandements rappellent ceux émis par Joseph Habyarimana Gitera dans le périodique Jwi rya Rubanda rugufi (La voix du Menu Peuple) le 27 septembre 1959.

## Texte traduit
"Les Dix Commandements du Hutu"
« 1. Tout Hutu devrait savoir que toute femme Tutsi, peu importe qui elle est, travaille dans l’intérêt du groupe ethnique Tutsi. En conséquence, nous devons considérer comme traître chaque Hutu qui :   
- se marie avec une femme Tutsi
- emploie une femme Tutsi comme concubine
- emploie une femme Tutsi comme secrétaire, ou la prend sous sa protection.
2. Tout Hutu devrait savoir que nos filles Hutu sont davantage aptes et consciencieuses dans leur rôle de femme, épouse, et mère de famille. Ne sont-elles pas belles, de bonnes secrétaires et plus honnêtes ? [sous-entendu : que les femmes Tutsi]
3. Femmes Hutu, soyez vigilantes et essayez de ramener vos maris, frères et fils à la raison.
4. Chaque Hutu devrait savoir que tout Tutsi est malhonnête en affaires. Son seul but est la suprématie de son groupe ethnique. Ainsi, chaque Hutu qui fait une des choses suivantes est un traître :
- fait un partenariat économique avec un Tutsi
- investit son argent ou celui du gouvernement dans une entreprise Tutsi
- prête ou emprunte de l’argent à un Tutsi
- donne des privilèges à un Tutsi en affaires (obtention de licences d’importation, prêts bancaires, sites de construction, marchés publics, etc.).
5. Toutes les positions stratégiques : politiques, administratives, économiques, militaires et dans la sécurité devraient être assurées uniquement par des Hutus.
6. Le secteur de l’éducation (élèves, étudiants, professeurs) doit être en majorité Hutu.
7. Les Forces Armées Rwandaises devraient être exclusivement composées de Hutus. L’expérience de la guerre d’octobre 1990 nous a servi de leçon. Aucun militaire ne doit se marier avec une Tutsi.
8. Les Hutus devraient arrêter d’avoir pitié envers les Tutsis.
9. Les Hutus, qui qu’ils soient, doivent être unis et solidaires et se sentir concernés par le sort de leurs frères Hutus :
- Les Hutus à l’extérieur ou au sein du Rwanda doivent constamment chercher des amis et alliés à la cause Hutu, par commencer au sein de leurs frères Hutus.
- Ils doivent systématiquement contrer la propagande Tutsi
- Les Hutus doivent être inflexibles et vigilants envers leur ennemi Tutsi commun.
10. La Révolution Sociale de 1959, le Référendum de 1961, et l’idéologie Hutu, doivent être inculquées à chaque  Hutu à tous les niveaux. Chaque Hutu doit largement diffuser cette idéologie. Tout Hutu qui persécute son frère Hutu pour avoir lu, diffusé, et appris cette idéologie est un traître. »

### Documentation
- Jean-Pierre Chrétien et Marcel Kabanda, Rwanda, Racisme et Génocide : l'idéologie hamitique, Belin, 2013 (ISBN 978-2-7011-4860-1), p. 180
- « Les "10 commandements" du racisme », L'Humanité,‎ 2 juillet 1994 (lire en ligne).